# Freunde der Leichtathletik
Der Förderverein Freunde der Leichtathletik e. V. (FdL, Eigenschreibweise FREUNDE der Leichtathletik) mit seinen mehr als 1000 Mitgliedern unterstützt seit 1963 den Jugendbereich der deutschen Leichtathletik. Die Mitgliedsbeiträge werden, überwiegend in Abstimmung mit dem Deutschen Leichtathletik-Verband (DLV), für dessen Jugendarbeit und die Nachwuchsförderung verwendet. Dies beinhaltet Maßnahmen zur Talentsichtung, die Stärkung des Fair-Play-Gedankens sowie die jährliche Auszeichnung der besten Athletin und des besten Athleten. Aktuell gibt es langjährige Förderprojekte für den Dreisprung sowie den 400-m-Lauf.
Ende März 2018 wurde bekannt, dass der DLV und die „Freunde der Leichtathletik“ ihre Zusammenarbeit verstärken.
Viermal im Jahr erscheint die Mitgliederzeitschrift Leichtathletik INFORMationen. Mitglieder können sie kostenlos beziehen. Eng verbunden mit dem Verein war die 1946 gegründete Vereinigung ehemaliger Leichtathleten (VEL), die einige Seiten zur Zeitschrift beitrug.
Vorsitzender der Freunde der Leichtathletik ist seit 2017 Roland Frey aus Bad Schönborn, ehemaliger Vizepräsident und Sportwart des Badischen Leichtathletik Verbandes.
Bekannte Mitglieder der Freunde sind unter anderem Fußballidol Uwe Seeler und der ehemalige DLV-Präsident Clemens Prokop, aber auch ehemals erfolgreiche Athleten wie Heinz Fütterer, Hartwig Gauder, Bärbel Wöckel und Klaus Wolfermann sowie aktive Spitzenathleten wie Corinna Harrer, Fabienne Kohlmann, Gregor Traber oder Tim Nowak.